# Verónica Macamo
Verónica Nataniel Macamo Dhlovo, née le 13 novembre 1957 à Bilene (province de Gaza), est une femme politique mozambicaine. En 2020, elle est nommée ministre des Affaires étrangères. 

## Biographie
Juriste de formation, elle est membre du Front de libération du Mozambique (FRELIMO). En 1994, elle est élue à l'Assemblée de la République. Elle siège également au Parlement panafricain à partir de 2004. En janvier 2010, elle est choisie pour présider l'Assemblée de la République. Elle est confirmée dans ses fonctions en janvier 2015.